# Кунц, Альберт
Альберт Кунц (нем. Albert Kuntz; 4 декабря 1896, Бенневиц — 23 января 1945, концлагерь Дора-Миттельбау, Нордхаузен) — немецкий политический и общественный деятель, коммунист, подпольщик, антифашист.

## Биография
Металлист. Участник Первой мировой войны с 1915 года. В 1916 году был ранен под Верденом и до конца войны находился в госпиталях.
Член Независимой социал-демократической партии Германии. Участник ноябрьской революции 1918 г., был избран в солдатский совет. В 1919 году — член совета рабочих и солдат в Вурцене. В том же году стал соучредителем местного филиала КП Германии в Вурцене, позже был избран в городской совет, Возглавлял местное рабочее движение. За политическую деятельность преследовался властями.
В 1929 году переехал в Берлин, где стал кандидатом в ЦК КП Германии. Партия отправила его в Москву на учёбу в Международную ленинскую школу. После девятимесячного пребывания в СССР, в 1930 году вернулся в Германию и стал секретарём Берлинско-Бранденбургской окружной партийной организации.
В апреле 1932 года был избран в прусский ландтаг. С июня 1932 года до своего ареста 12 марта 1933 года занимал пост политического секретаря партийного округа Гессен-Франкфурт. Осенью 1933 года был арестован по обвинению в государственной измене в связи с террористическим актом на площади Бюловплац в Берлине, и сразу после этого обвинён в убийстве полицейского в Берлине.
Отправлен в концентрационный лагерь Лихтенбург. Новое судебное разбирательство за государственную измену закончилось в апреле 1935 года приговором к 15 месяцам тюремного заключения, который он отбывал в Касселе. Затем был снова взят под стражу и доставлен в концлагерь Лихтенбург, где работал на строительстве разных сооружений. Вместе с товарищами по партии (Вальтер Штеккер, Теодор Нойбауэр) создал нелегальную организацию КПГ в концлагере Лихтенбург. После отправлен в концлагерь Бухенвальд, где также организовал подпольную группу КПГ.
После нескольких месяцев, поведённых в карцере за нелегальную деятельности и сопротивление нацистам, был переведен в филиал концентрационного лагеря Бухенвальд в Касселе. В сентябре 1943 года переведен в недавно построенный концентрационный лагерь Дора-Миттельбау близ Нордхаузена, один из наиболее тяжёлых по режиму лагерей Германии. Стал руководителем подпольного антифашистского комитета концлагеря Дора, в который входили русские, чехи, французы и немецкие коммунисты, организовал на заводе саботаж под лозунгом «чем медленнее работаешь, тем ближе к миру!». Заключённые находили способы приведения в негодность наиболее тонких агрегатов ракет ФАУ-2. В ноябре 1944 года гестапо удалось напасть на след подпольного антифашистского комитета.
В ночь с 22 на 23 января 1945 года А. Кунц умер во время допроса.

## Память
- В ГДР был признан героем. Его имя носили улицы, площади, рабочие коллективы и бригады, 20 организаций Союза свободной немецкой молодёжи, четыре школы, два дома молодежи, детский сад, кинотеатр в Требзене, казармы, три военных и военизированных формирования, спортивные учреждения, стадион в Нордхаузене, футбольная команда (Albert-Kuntz-Sportpark), парк и др. В 1971 году была установлена бронзовая статуя борца сопротивления в натуральную величину. Кроме того, его имя носит крупная пекарня в Гаване.
- В 1968 году почта ГДР выпустила марку, посвящённую А. Кунцу.
- В 1967 студия ДЕФА сняла двухсерийный документальный фильм о Кунце — «Замороженные молнии» («Die gefrorenen Blitze»).